# Casa William Livingstone
La Casa William Livingstone (comúnmente llamada Slumpy) fue una casa construida en 1894 y ubicada en el distrito Brush Park de Detroit, en l estado de Míchigan (Estados Unidos).

## Historia
William Livingstone Jr. (1844-1925), editor del Detroit Evening Journal, fue el segundo presidente del Dime Savings Bank. Contrató a un joven Albert Kahn, que trabajaba para el estudio de arquitectura Mason & Rice, para diseñar su residencia en Eliot Street. Cuando obtuvo este encargo, presumiblemente con la ayuda de Mason, Kahn tenía solo 22 o 23 años y acababa de regresar de Europa, estudiando la arquitectura clásica del Viejo Mundo: su decisión de diseñar la casa en el estilo neorrenacentista francés reflejó el tiempo que dedicó a esbozar la mejor arquitectura de ese país.

### Demolición
La Cruz Roja tenía la intención de demoler la mansión, originalmente ubicada al oeste de John R. Street, para dar paso a su nuevo edificio. Los conservacionistas lograron mover la Casa Livingstone aproximadamente una cuadra hacia el este, pero el edificio languideció durante muchos años en su lugar de descanso final antes de colapsar parcialmente y ser demolido el 15 de septiembre de 2007. La casa fue conmemorada en un cuadro de Lowell Bioleau titulado Open House, que se dio a conocer el día de su demolición.